# Zapadnohimalajski jezici
Zapadnohimalajski jezici, jedna od glavnih skupina tibetsko-kanaurskih jezika iz Indije i Nepala. Sastoji se od podskupina almora, istočna, janggali i kanaurska; 20 jezika. Predstavnici su:
a. Almora (4) Indija: byangsi, chaudangsi, darmiya, rangkas.
b. istočni (2) Nepal: baraamu, thangmi.
c. Janggali (1) Nepal: rawat.
d. Kanauri (12) Indija: bhoti kinnauri, chitkuli kinnauri, gahri, jangshung, kaike, kanashi, kinnauri, pattani, shumcho, sunam, tinani, tukpa.
rongpo, Indija.
Drevni jezik: zhang-zhung

## Vanjske poveznice
- Ethnologue (14th)
- Ethnologue (15th)